# Jackson Scholz
Jackson Volney Scholz, född 15 mars 1897 i Buchanan i Michigan, död 26 oktober 1986 i Delray Beach i Florida , var en amerikansk friidrottare.
Scholz blev olympisk mästare på 200 meter vid olympiska sommarspelen 1924 i Paris.